# 292 a. C.
El año 292 a. C. fue un año del calendario romano prejuliano. En el Imperio romano se conocía como el Año 462 Ab urbe condita. 

## Acontecimientos

### Grecia
- Lisímaco intenta extender su influencia más allá del río Danubio, pero es derrotado y tomado prisionero por el rey geta (dacio) Dromiquetes. Con el tiempo, Lisímaco es puesto en libertad, y se firma la paz entre los gestas y Lisímaco. Este acuerdo de paz se ve fortalecido por el matrimonio entre Dromiquetes y la hija de Lisímaco.
- Mientras Demetrio Poliorcetes hace campaña en Beocia, recibe la noticia de que Lisímaco, el gobernante de Tracia, ha sido apresado por Dromiquetes. Esperando tomar los territorios de Lisímaco en Tracia, Demetrio, delegando el mando de sus fuerzas en Beocia a su hijo Antígono e inmediatamente marzha hacia el norte. Sin embargo, mientras está fuera, los beocios se rebelan, pero son derrotados por Antígono, quien los arrincona en la ciudad de Tebas.
- El diádoco y fundador del Imperio Seléucida, Seleuco I Nicátor, nombra corregente del imperio a su hijo Antíoco I Sóter.
- Es erguido el Coloso de Rodas, una de las Siete maravillas del mundo antiguo, en la ciudad de Rodas. (Luego destruido por un terremoto en el año 226 a. C..)

- Datos: Q80183